# Galeria Dominikańska
Die Galeria Dominikańska ist ein Einkaufszentrum in der historischen Altstadt von Breslau in Polen. Der Betreiber ist das Immobilienunternehmen ECE.

## Geschichte
Das Einkaufszentrum wurde am 17. August 2001 eröffnet, beherbergt rund 100 Fachgeschäfte (z. B. Media Markt, C&A, New Yorker …) auf einer Verkaufsfläche von 30.000 m² und hat eine Gesamtfläche von  ca. 32.700 m². 900 Parkplätze stehen den Besuchern zur Verfügung.

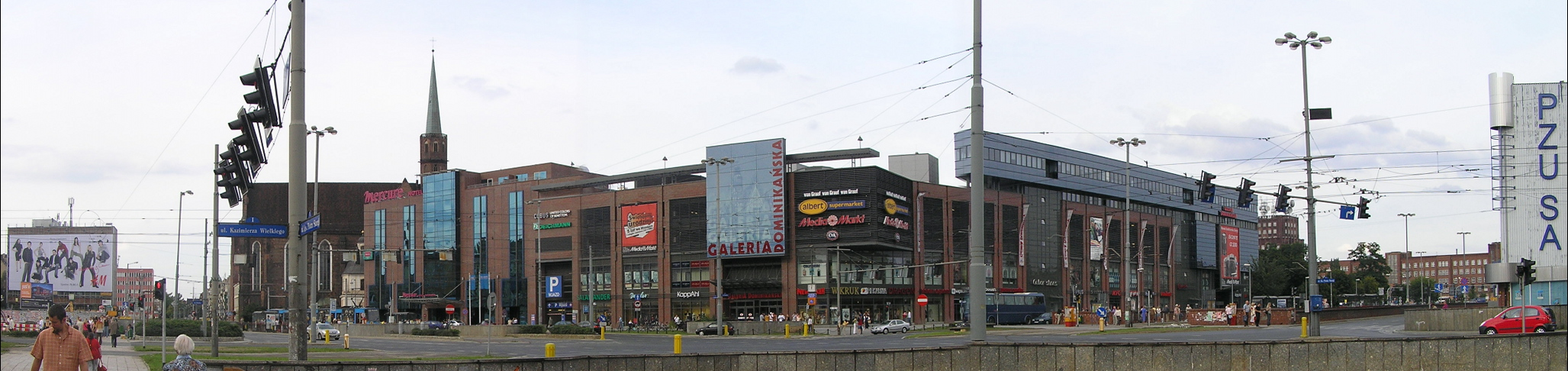
Galeria Dominikańska